# トミー・クリストファーソン
トミー・ステン・クリストファーソンまたはトミー・ステン・クリストファーセン（Johan Kristoffersson、1959年5月1日 - ）は、デンマーク出身のスウェーデン人レーシングドライバー。
アウディラリークロスに出場した後、1998年にスウェーデンツーリングカー選手権（STCC）でチームを立ち上げ、ドライバーの1人としてアウディ・A4クアトロを走らせた。クリストファーソンは1998年から2008年までシリーズを争い、チームメイトで後にドイツツーリングカー選手権のダブルチャンピオンとなる、マティアス・エクストロームは、1999年、ロベルト・コルチアゴは、2001年及び2002年にシリーズチャンピオンに輝き、クリストファーソン自身も1998年と2001年に総合4位と好成績を残した。しかし、その後はアウディの支援が限られたものになった為、クリストファーソン・モータースポーツは苦戦。2009年シーズンが始まる前にSTCCを引退した。
2015年現在、彼はフォルクスワーゲン・チームスウェーデンのチームプリンシパルであり、 FIA世界ラリークロス選手権で活躍している 。

## 家族
世界ラリークロスチャンピオンのヨハン・クリストファーソンは、彼の息子である。